# Meijer Indy 300 2007
Meijer Indy 300 2007 var den fjortonde deltävlingen i IndyCar Series 2007. Racet kördes den 11 augusti på Kentucky Speedway. Tony Kanaan tog sin fjärde seger för säsongen, medan tvåan Scott Dixon tog in på mästerskapsledande Dario Franchitti, som flippade för andra racet i rad. Denna gång var det efter mållinjen på det sista varvet, då han säkrat en åttondeplats. Han klarade sig dock helskinnad för andra gången i följd.

## Slutresultat
| Plats | Förare            | Team                     | Grid | Kvaltid |
| ----- | ----------------- | ------------------------ | ---- | ------- |
| 1     | Tony Kanaan       | Andretti Green Racing    | 1    | 24,430  |
| 2     | Scott Dixon       | Chip Ganassi Racing      | 4    | 24,611  |
| 3     | A.J. Foyt IV      | Vision Racing            | 10   | 24,721  |
| 4     | Marco Andretti    | Andretti Green Racing    | 15   | 24,865  |
| 5     | Tomas Scheckter   | Vision Racing            | 6    | 24,630  |
| 6     | Scott Sharp       | Rahal Letterman Racing   | 3    | 24,591  |
| 7     | Ed Carpenter      | Vision Racing            | 9    | 24,694  |
| 8     | Dario Franchitti  | Andretti Green Racing    | 2    | 24,574  |
| 9     | Hélio Castroneves | Team Penske              | 13   | 24,795  |
| 10    | Vitor Meira       | Panther Racing           | 12   | 24,758  |
| 11    | Kosuke Matsuura   | Panther Racing           | 17   | 24,953  |
| 12    | Buddy Rice        | Dreyer & Reinbold Racing | 16   | 24,933  |
| 13    | Darren Manning    | A.J. Foyt Enterprises    | 18   | 25,004  |
| 14    | Sarah Fisher      | Dreyer & Reinbold Racing | 14   | 24,818  |
| 15    | Ryan Hunter-Reay  | Rahal Letterman Racing   | 8    | 24,692  |
| 16    | Danica Patrick    | Andretti Green Racing    | 11   | 24,749  |
| 17    | Dan Wheldon       | Chip Ganassi Racing      | 5    | 24,626  |
| 18    | Sam Hornish Jr.   | Team Penske              | 7    | 24,664  |